# Bahnhof Ena
Der Bahnhof Ena (jap. 恵那駅, Ena-eki) ist ein Bahnhof auf der japanischen Insel Honshū. Er wird von der Bahngesellschaft JR Central betrieben und befindet sich in der Präfektur Gifu auf dem Gebiet der Stadt Ena.

## Verbindungen
Ena ist ein gemischter Zwischen- und Endbahnhof an der Chūō-Hauptlinie von JR Central, einer der bedeutendsten Bahnstrecken Japans, die Nagoya mit Shiojiri, Kōfu und Tokio verbindet. Von dieser zweigt hier die nach Akechi führende Akechi-Linie der Bahngesellschaft Akechi Tetsudō ab.
Die auf der Chūō-Hauptlinie verkehrenden Shinano-Schnellzüge von Nagoya nach Nagano halten täglich dreimal je Fahrtrichtung auch in Ena. Den Nahverkehr übernehmen Eilzüge der Zuggattungen „Area Rapid“ und „Rapid“. Diese halten zwischen Nakatsugawa und Tajimi zunächst an allen Bahnhöfen und lassen anschließend auf ihrem Weg nach Nagoya eine unterschiedliche Anzahl Bahnhöfe aus. In der Regel gibt es zwei bis drei solcher Verbindungen je Stunde und Richtung. Die Akechi-Linie kennt keinen festen Taktfahrplan. Es werden zwölf Nahverkehrszüge täglich angeboten (ungefähr alle 60 bis 90 Minuten), hinzu kommt über die Mittagszeit ein Expresszug mit Speisewagen.
Auf dem Bahnhofsvorplatz befinden sich vier Bushaltestellen, die von einem Dutzend Linien der Gesellschaft Tōnō Tetsudō betrieben werden.

## Anlage
Der Bahnhof steht am Rande der Kleinstadt Ōi, dem wichtigsten Ortsteil der weitläufigen Gemeinde Ena, unmittelbar westlich der Brücke über den Agi. Während die Nordseite von einer Papierfabrik dominiert wird, bildet die Südseite das eigentliche Stadtzentrum. In der Nähe befinden sich zahlreiche Geschäfte, zwei Supermärkte, das Rathaus und das Hiroshige-Kunstmuseum. Die Anlage ist von Nordosten nach Südwesten ausgerichtet und umfasst sieben ebenerdige Gleise, von denen vier dem Personenverkehr dienen. Diese sind auf zwei nebeneinander angeordnete Bahnofteile aufgeteilt.
Der zu JR Central gehörende Hauptteil besteht aus einem teilweise überdachten Mittelbahnsteig und dem kürzeren Hausbahnsteig. Während letzterer an das Empfangsgebäude an der Südseite angrenzt, ist der Mittelbahnsteig über zwei gedeckte Fußgängerbrücken erreichbar. Bei der westlichen Brücke erfolgt der Zugang mittels Treppen, bei der östlichen sind Aufzüge installiert. Drei Gleise an der Nordseite der Anlage dienen zum Abstellen von Zügen. Östlich an den Hausbahnsteig angebaut ist der Zungenbahnsteig mit einem einzigen Stumpfgleis, flankiert vom separaten Empfangsgebäude der Akechi Tetsudō.
Im Fiskaljahr 2019 nutzten durchschnittlich 3897 Fahrgäste täglich den Bahnhof. Davon entfielen 3095 auf JR Central und 802 auf die Akechi Tetsudō.

## Bilder

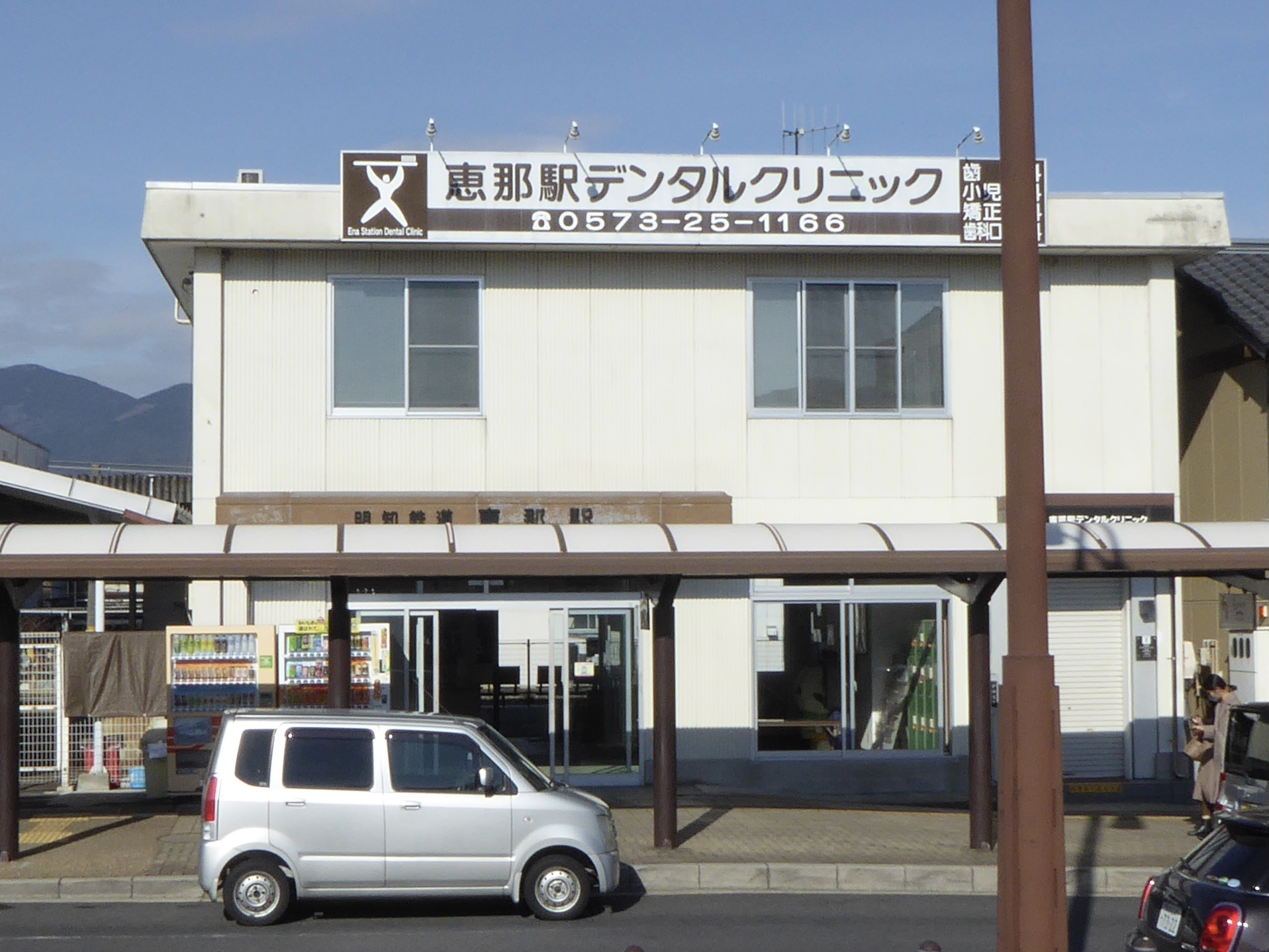
Bahnhofsgebäude der Akechi Tetsudō
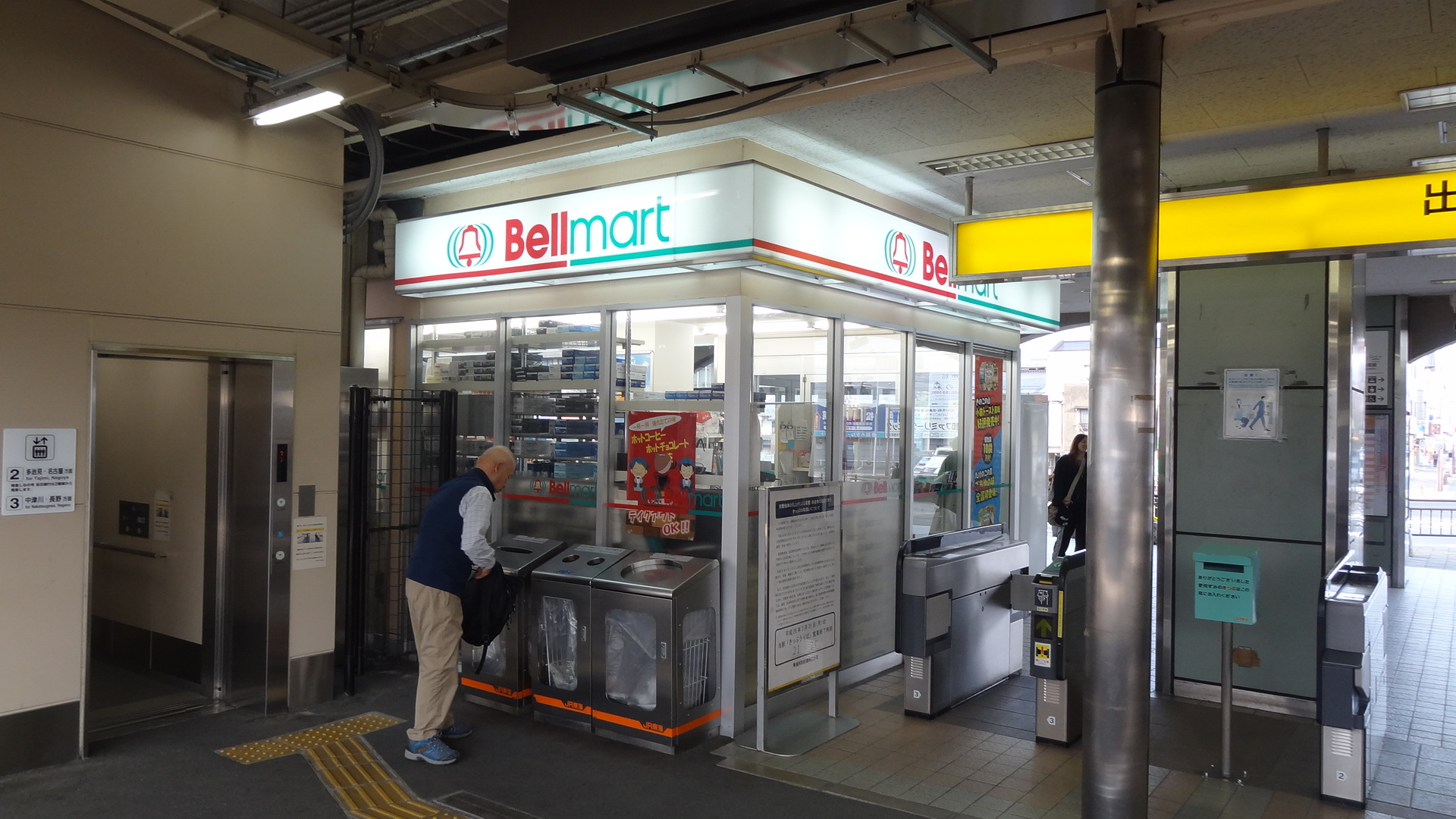
Convenience Shop im Bahnhof
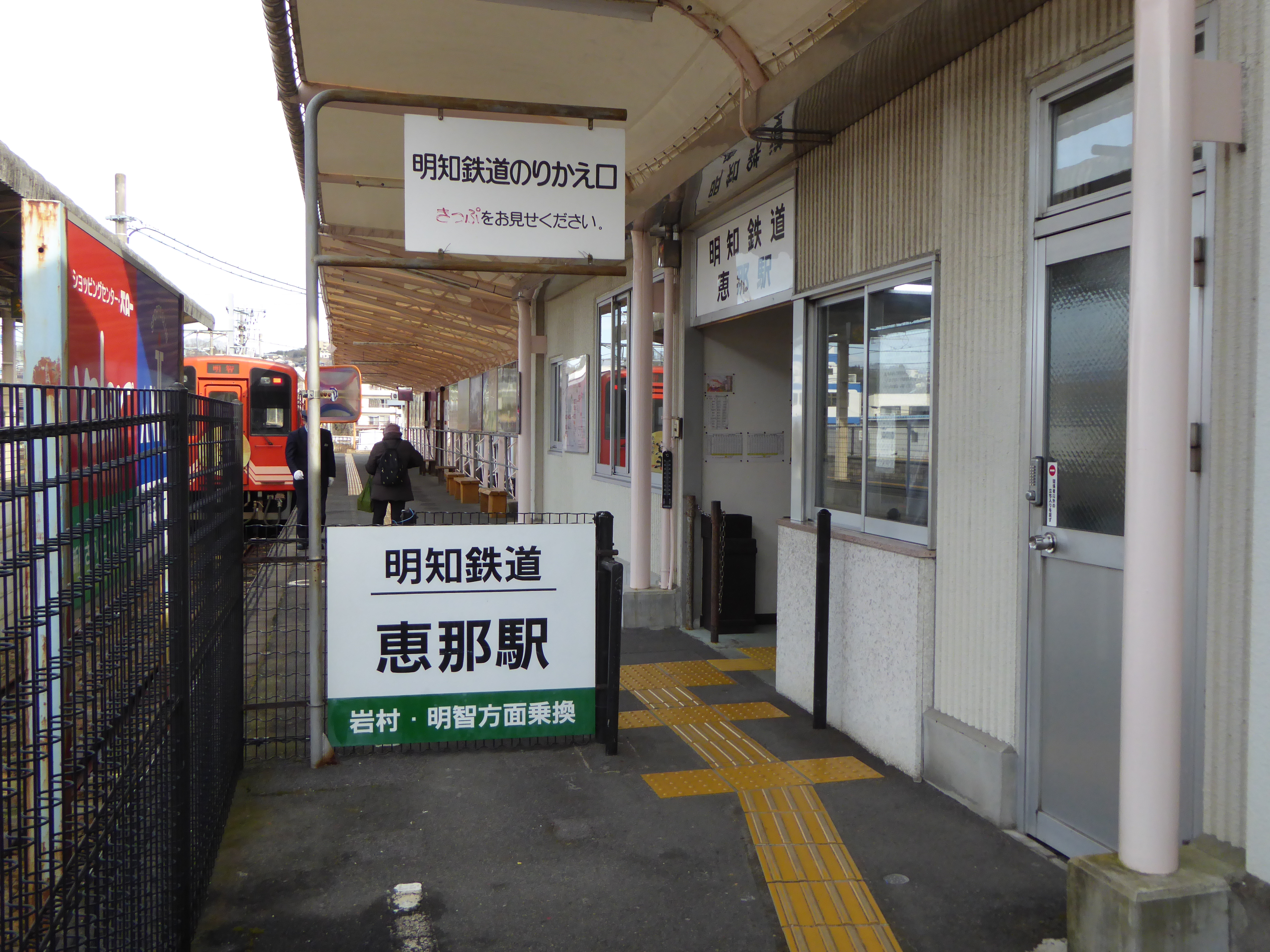
Bahnsteig der Akechi Tetsudō
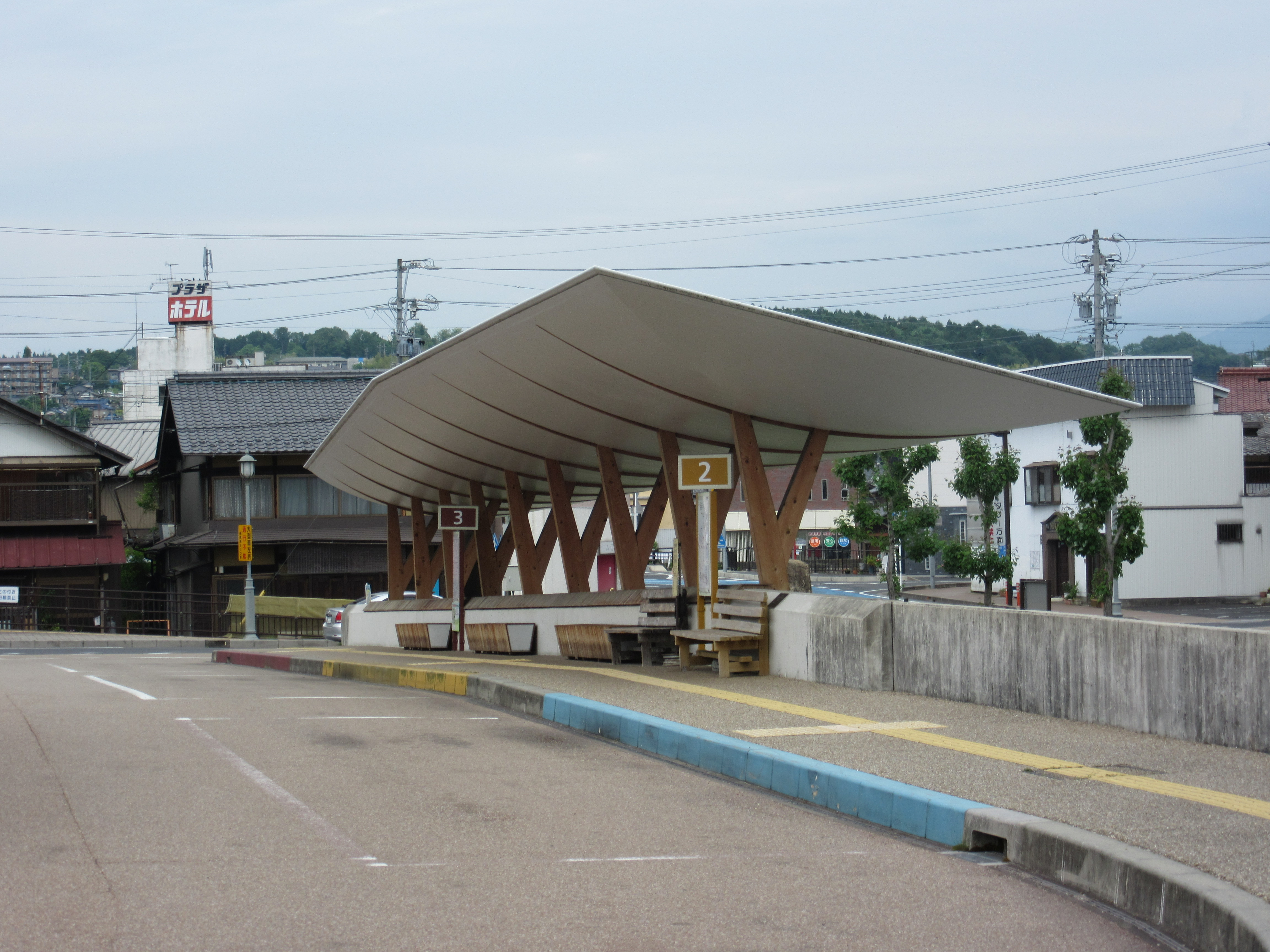
Bushaltestelle
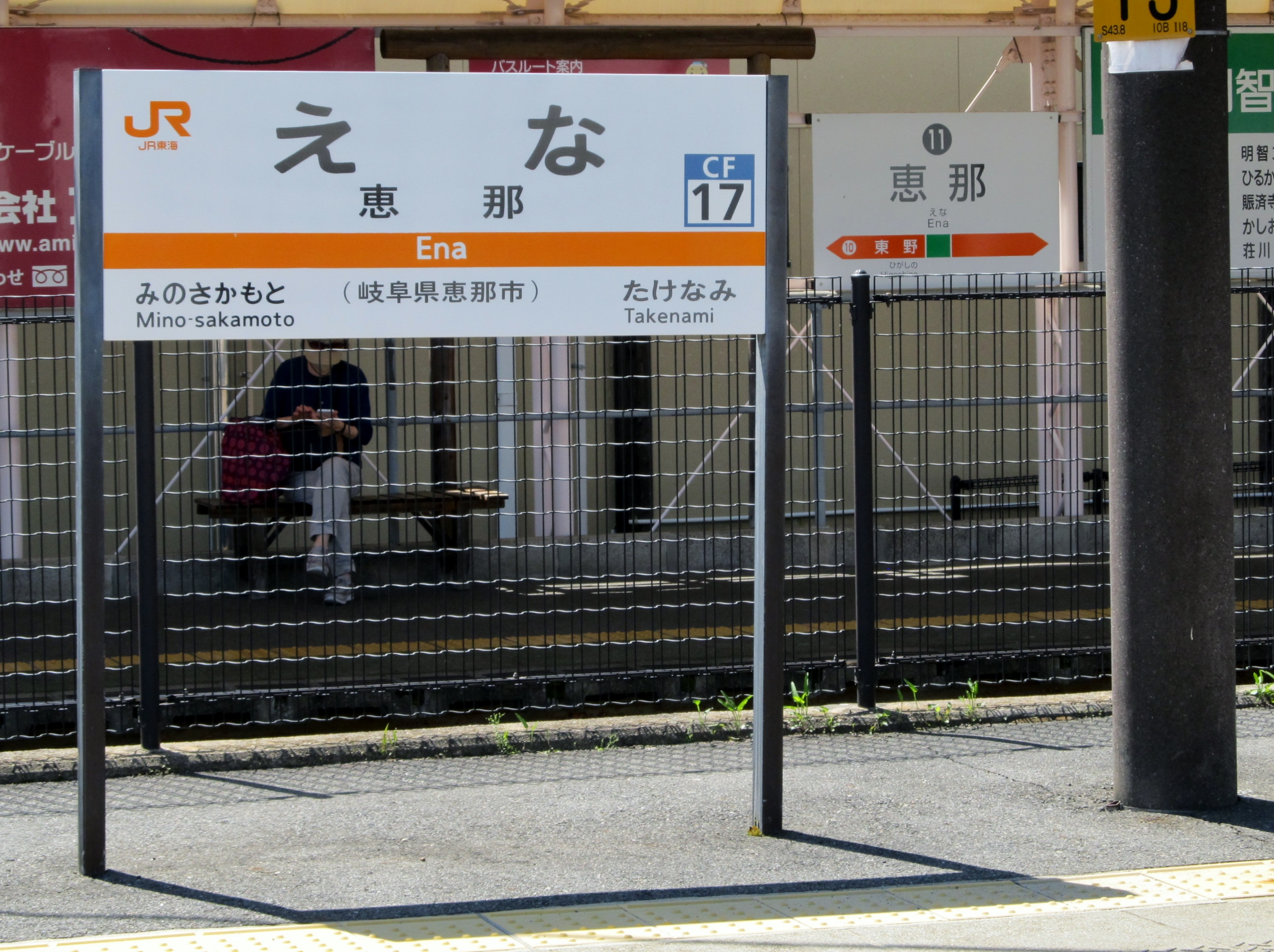
Bahnhofsschild

## Gleise
JR Central
| 1/2 | ▉ Chūō-Hauptlinie | Tajimi • Kōzōji • Ōzone • Kanayama • Nagoya |
| 3   | ▉ Chūō-Hauptlinie | Nakatsugawa • Shiojiri • Kōfu • Tokio       |

Akechi Tetsudō
| – | ▉ Akechi-Linie | Akechi |

## Linien
| Verlauf der Chūō-Hauptlinie |
| --- |
| Takao • Sagamiko • Fujino • Uenohara • Shiotsu • Yanagawa • Torisawa • Saruhashi • Ōtsuki • Hatsukari • Sasago • Kai-Yamato • Katsunuma-budōkyō • Enzan • Higashi-Yamanashi • Yamanashishi • Kasugaichō • Isawa-Onsen • Sakaori • Kōfu • Ryūō • Shiozaki • Nirasaki • Shimpu • Anayama • Hinoharu • Nagasaka • Kobuchizawa • Shinano-Sakai • Fujimi • Suzurannosato • Aoyagi • Chino • Kami-Suwa • Shimo-Suwa • Okaya • Midoriko • Shiojiri • Seba • Hideshio • Niekawa • Kiso-Hirasawa • Narai • Yabuhara • Miyanokoshi • Harano • Kiso-Fukushima • Agematsu • Kuramoto • Suhara • Ōkuwa • Nojiri • Jūnikane • Nagiso • Tadachi • Sakashita • Ochiaigawa • Nakatsugawa • Mino-Sakamoto • Ena • Takenami • Kamado • Mizunami • Tokishi • Tajimi • Kokokei • Jōkōji • Kōzōji • Jinryō • Kasugai • Kachigawa • Shin-Moriyama • Ōzone • Chikusa • Tsurumai • Kanayama • Nagoya Tatsuno-Zweigstrecke: Okaya • Kawagishi • Tatsuno • Shinano-Kawashima • Ono • Shiojiri |

## Geschichte
Das staatliche Eisenbahnamt (das spätere Eisenbahnministerium) eröffnete den Bahnhof am 21. Dezember 1902 unter dem Namen Ōi (大井), zusammen mit dem von Tajimi nach Nakatsugawa führenden Teilstück der Chūō-Hauptlinie. Am 5. Dezember 1906 folgte die Inbetriebnahme der auf dem Bahnhofsvorplatz beginnenden Straßenbahn Iwamura durch die private Bahngesellschaft Iwamura Denki Kidō. Ab 1922 führte die Ōi-Linie vom Haltepunkt Shin-Ōi am östlichen Brückenkopf der Agi-Brücke aus zur Baustelle der Ōi-Talsperre am Oberlauf des Kiso. Sie war zunächst eine reine Werksbahn. Dies änderte sich, als die Bahngesellschaft Kitaena Tetsudō am 3. Dezember 1928 den Personenverkehr aufnahm und zu diesem Zweck die Endstation über die Brücke zum Bahnhof Ōi verlegte.
Bereits im September 1932 gab die Kitaena Tetsudō den Personenverkehr auf der Ōi-Linie wieder auf. Einige Monate später eröffnete das Eisenbahnministerium am 24. Mai 1933 den ersten Abschnitt der Akechi-Linie zum Bahnhof Agi, die 1934 bis nach Akechi reichte. Aufgrund des dadurch entstandenen Parallelverkehrs erfolgte am 30. Januar die Stilllegung der Iwamura-Straßenbahn. Am 1. November 1963 benannte die Japanische Staatsbahn den Bahnhof um, seither trägt er den Namen Ena. Aus Rationalisierungsgründen stellte die Staatsbahn am 1. Februar 1985 den Güterumschlag ein und am 16. November 1985 trat sie die Akechi-Linie an die kurz zuvor gegründete Akechi Tetsudō ab. Im Rahmen der Staatsbahnprivatisierung ging der entsprechende Teil des Bahnhofs am 1. April 1987 in den Besitz der neuen Gesellschaft JR Central über.